# Okres Bicske
Okres Bicske (maďarsky Bicskei járás) je okres v Maďarsku v župě Fejér. Jeho správním centrem je město Bicske.

## Sídla
V okrese se nachází celkem 2 města a 12 obcí, jimiž jsou:
Alcsútdoboz, Bicske, Bodmér, Csabdi, Csákvár, Etyek, Felcsút, Mány, Óbarok, Szár, Tabajd, Újbarok, Vértesacsa, Vértesboglár.